# Zasłonak wełnisty

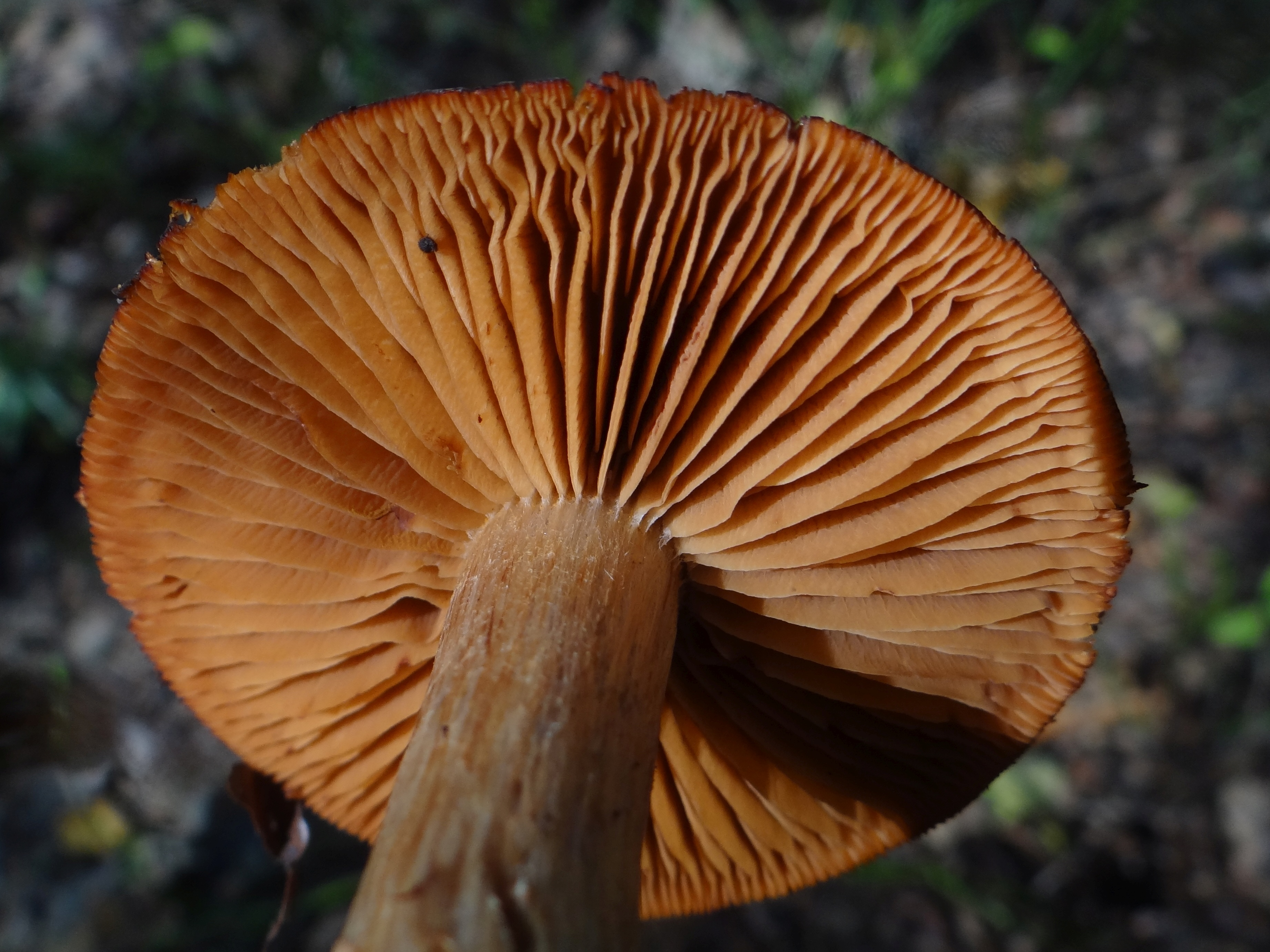

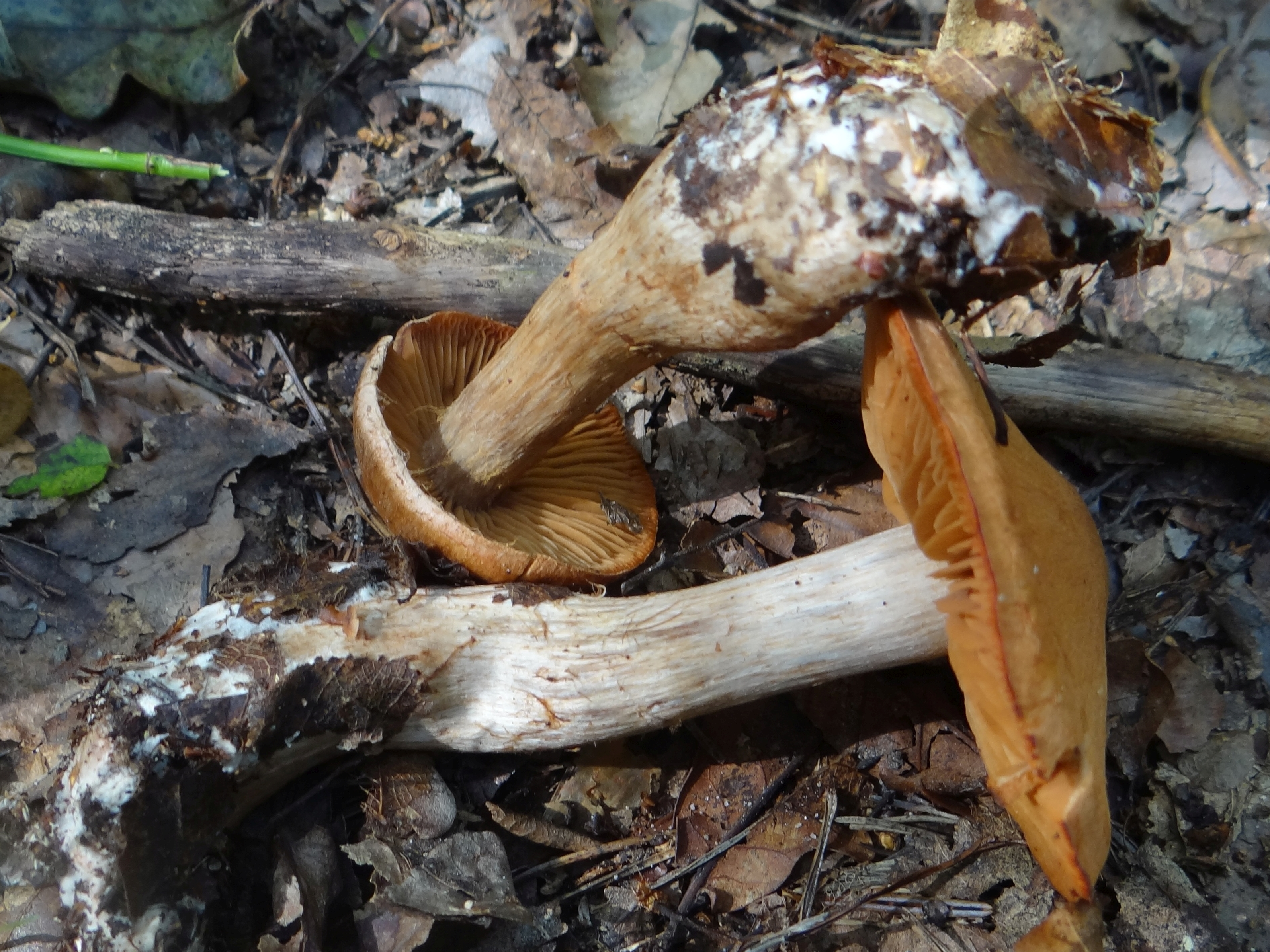

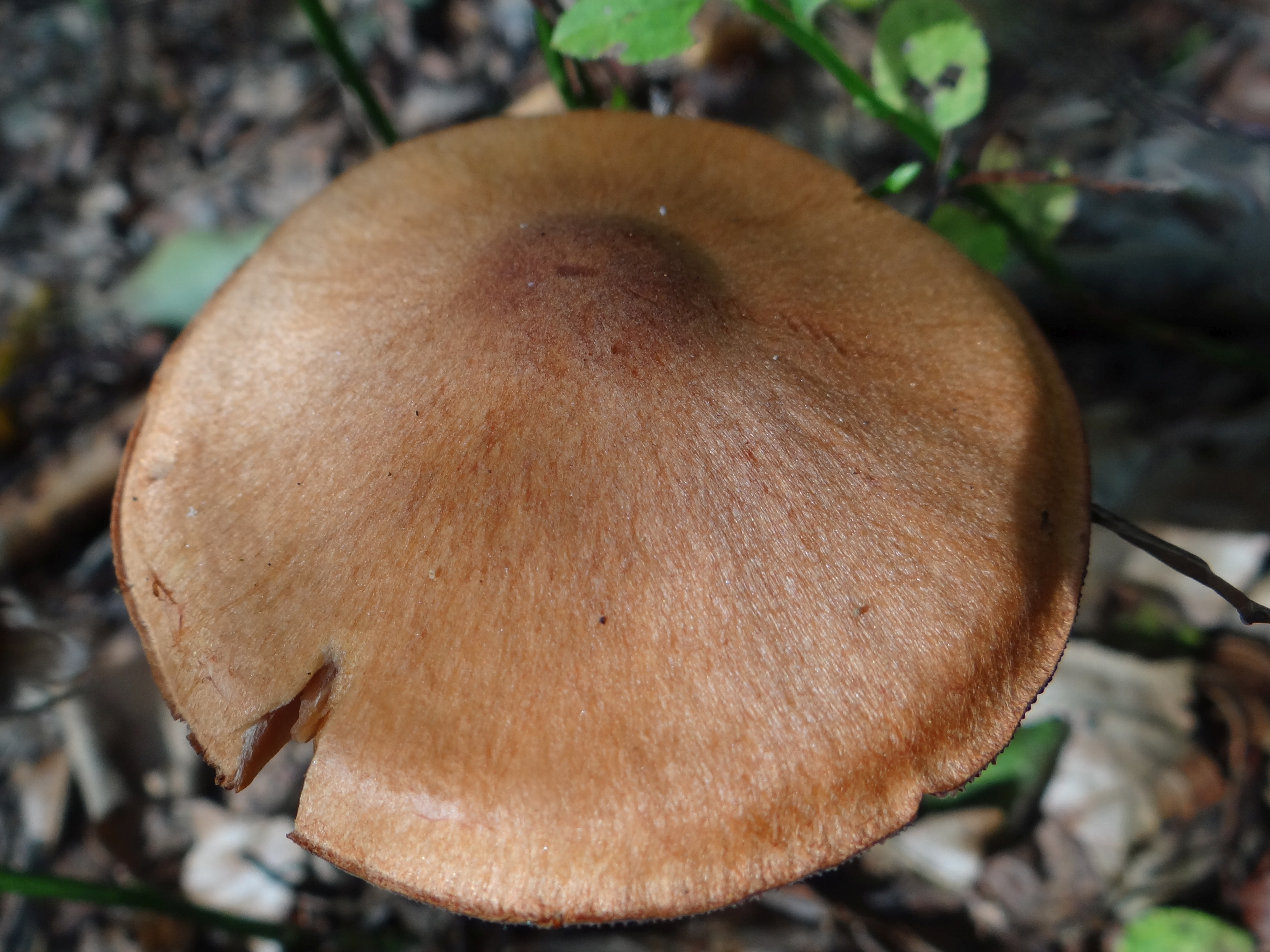

Zasłonak wełnisty (Cortinarius laniger Fr.) – gatunek grzybów należący do rodziny zasłonakowatych (Cortinariaceae).

## Systematyka i nazewnictwo
Pozycja w klasyfikacji według Index Fungorum: Cortinarius, Cortinariaceae, Agaricales, Agaricomycetidae, Agaricomycetes, Agaricomycotina, Basidiomycota, Fungi.
Po raz pierwszy opisał go w 1838 r. Elias Fries. Nie podał typu nomenklatorycznego. W 2020 r. inni mykolodzy podali neotyp. Synonimy:
- Cortinarius laniger Fr. 1838 f. laniger
- Cortinarius laniger f. macrosemen Bidaud, Carteret & Reumaux 2010
- Hydrocybe lanigera (Fr.) M.M. Moser 1953

Nazwę polską nadał Andrzej Nespiak w 1981 r.

## Morfologia
Kapelusz
Średnica 4–10 cm, początkowo półkuliście łukowaty, potem wypukły, czasami z garbkiem. Powierzchnia matowa, włóknista lub filcowata, czasami drobno łuseczkowata, często pomarszczona i z wiekiem mozaikowa. Barwa pomarańczowo-brązowa, często z białymi włókienkami na obrzeżu.
Blaszki
Przyrośnięte, średnio gęste, początkowo jasno rdzawe, potem pomarańczowo-brązowe. Ostrza nieco jaśniejsze. Zasnówka biaława.
Trzon
Wysokość 5–12 cm, grubość 0,8–1,5 cm, z bulwą w podstawie, sztywny. Powierzchnia jasnobrązowo-szara, często z białawymi resztkami osłony.
Miąższ grzyba
Miękki, kremowy lub żółto-brązowy. Ma słaby smak i zapach rzodkwi, silniejszy przy krojeniu.
Cechy mikroskopowe
Zarodniki krótkie, wrzecionowate lub elipsoidalne, gęsto brodawkowane, o rozmiarach 9–11 × 5,5–6,5 μm. Wysyp zarodników rdzawobrązowy.
Gatunki podobne
Zasłonak wełnisty charakteryzuje się dużym rozmiarem, bulwiastą podstawą trzonu, wełnisto filcowatym kapeluszem, szafranowo-pomarańczowymi blaszkami i dobrze rozwiniętą białą osłoną. Zasłonak dwuosłonowy (Cortinarius bivelus) ma ciemniejsze, żelazistobrązowe blaszki, słabiej rozwiniętą osłonę i rośnie pod brzozami.

## Występowanie i siedlisko
Występuje w Ameryce Północnej i Europie. W Europie jest szeroko rozprzestrzeniony; występuje od Hiszpanii po około 65° szerokości geograficznej na Półwyspie Skandynawskim. W piśmiennictwie naukowym na terenie Polski do 2003 r. podano 2 stanowiska.
Grzyb mykoryzowy. Rośnie na kwaśnych glebach w lasach iglastych lub mieszanych. grzyb niejadalny.